# Dracosciadium
Dracosciadium, biljni rod trajnica iz porodice štitarki, smješten u tribus Heteromorpheae. Postoje dvije vrste iz Južne Afrike (KwaZulu-Natal, Mpumalanga).
Rod je opisan u Notes from the Royal Botanic Garden, Edinburgh 43(2): 220. 1986.

## Vrste
1. Dracosciadium italae Hilliard & B.L.Burtt
2. Dracosciadium saniculifolium Hilliard & B.L.Burtt